# تالینولل
تالینولول (به انگلیسی: Talinolol) ترکیبی است از دو ایزومر که از نظر شیمیایی با هم مشابهت دارند و جزء گروه مشتقات اوره هستند. این دارو به عنوان بتابلاکر عمل می‌کند و در پزشکی از آن به عنوان داروهای کاهنده فشارخون استفاده می‌شود. فرمول شیمیایی C۲۰H۳۳N۳O۳ یک بتابلوکر با شناسه پاب‌کم ۶۸۷۷۰ است. که جرم مولی آن ۳۶۳٫۴۹۴۳۲ g/mol می‌باشد.

## استریو شیمی
تالینولول دارای یک استریو سنتور است و شامل دو انانتیمر است. این یک racemate است، یعنی ترکیبی از 1: 1 ( R ) و ( S ) - فرم:
| انانتیوم‌های تالینولول  | انانتیوم‌های تالینولول  |
| ---------------------- | ---------------------- |
| CAS-Nummer: 71369-60-3 | CAS-Nummer: 71369-59-0 |

## مکانیسم عمل
این دارو به عنوان آنتاگونیست گیرنده آدرنرژیک بتا-۱ عمل می‌کند.

## عوارض جانبی
- اختلالات دستگاه عصبی مرکزی از جمله خستگی، سرگیجه, تعریق زیاد، سردرد و اختلال خواب
- عوارض دستگاه گوارش مانند تهوع, استفراغ, یبوست یا اسهال
- اتساع عروق اندام تحتانی (با اثر بر روی گیرنده بتا-۲)
- افزایش مقاومت راه‌های هوایی (با اثر بر روی گیرنده بتا-۲)